# Bergholz (Ohio)
Bergholz és una població dels Estats Units a l'estat d'Ohio. Segons el cens del 2000 tenia 769 habitants.

## Demografia
Segons el cens del 2000, Bergholz tenia 769 habitants, 293 habitatges, i 201 famílies. La densitat de població era de 530,2 habitants/km².
Dels 293 habitatges en un 34,8% hi vivien nens de menys de 18 anys, en un 49,8% hi vivien parelles casades, en un 12,6% dones solteres, i en un 31,1% no eren unitats familiars. En el 25,6% dels habitatges hi vivien persones soles el 14,7% de les quals corresponia a persones de 65 anys o més que vivien soles. El nombre mitjà de persones vivint en cada habitatge era de 2,55 i el nombre mitjà de persones que vivien en cada família era de 3,04.
Per edats la població es repartia de la següent manera: un 24,7% tenia menys de 18 anys, un 9,2% entre 18 i 24, un 27,6% entre 25 i 44, un 20,9% de 45 a 60 i un 17,6% 65 anys o més.
L'edat mediana era de 37 anys. Per cada 100 dones de 18 o més anys hi havia 88 homes.
La renda mediana per habitatge era de 33.438 $ i la renda mediana per família de 43.542 $. Els homes tenien una renda mediana de 36.938 $ mentre que les dones 17.708 $. La renda per capita de la població era de 14.986 $. Aproximadament el 9,5% de les famílies i el 16,2% de la població estaven per davall del llindar de pobresa.

## Poblacions més properes
El següent diagrama mostra les poblacions més properes.